# 1K ZX Chess
1K ZX Chess és un programa informàtic d'escacs de 1982 per al Sinclair ZX81.

## Descripció
1K ZX Chess només utilitza 672 bytes de RAM, però implementa les normes dels escacs excepte per enroc, promoció, i captura al pas, incloent un oponent de l'ordinador. Va ser la implementació més reduïda dels escacs en qualsevol ordinador fins que el seu rècord es va trencar el gener de 2015 pel programa compatible amb PC BootChess.
El desenvolupador David Horne va discutir 1K ZX Chess i va publicar íntegrament el codi font en una sèrie d'articles a Your Computer en 1982 i 1983.